# Kaganat Awarów
Kaganat Awarów – państwo w środkowej Europie utworzone przez koczownicze plemię Awarów po 568 roku z centrum znajdującym się w Panonii. W okresie swojej największej świetności na początku VII wieku sięgało od Lasu Wiedeńskiego na zachodzie po Don na wschodzie i od Karpat na północy po Adriatyk i dolny Dunaj na południu. Po trwającym około 30 lat kryzysie w połowie VII stulecia kaganat ponownie się skonsolidował, jednak już na znacznie mniejszym terytorium. Kres istnieniu państwa zadali na przełomie VIII i IX wieku Frankowie pod wodzą Karola Wielkiego. Ostatnie wzmianki o istnieniu kaganatu pochodzą z 822 roku.

## I kaganat

### Pojawienie się Awarów w Europie
Awarowie przybyli w rejon północnego Kaukazu w 557 roku i zawarli sojusz z Alanami zagrożonymi przez huńskie plemię Barsilów. Wódz Alanów Sarozjusz umożliwił Awarom kontakt z bizantyńskim dowódcą w Lazice. W styczniu 558 roku poselstwo awarskie pod przewodnictwem Kandicha stanęło przed cesarzem bizantyńskim Justynianem z prośbą o przyznanie ziem na osiedlenie się i uznanie za sprzymierzeńców, co w praktyce wiązało się z wypłatą subwencji. Nakłonieni darami przez cesarza Awarowie podbili plemiona huńskie: Barsilów, mieszkających między Morzem Kaspijskim a Kubaniem, i Sabirów, zamieszkałych na prawym brzegu Wołgi. Spłacili w ten sposób również dług jaki zaciągnęli u Alanów, którzy umożliwili im nawiązanie kontaktów z Bizantyńczykami. Justynian wiązał z pojawieniem się Awarów również plany na poskromienie dokuczliwych dla Cesarstwa Kutigurów. Awarowie okazali się jednak niepodatni na kierowanie sobą. Rozgromili sąsiadujących z Kutigurami Utigurów. Podbili terytoria Kutigurów i część Kutigurów wcielili do swej ordy. Następnie wspólnie z Kutigurami najechali ziemie położone dalej na zachód, a zamieszkane przez słowiańskich Antów. W 561 roku Bizantyńczycy ulokowali ich ostatecznie na północ od Dolnego Dunaju, tworząc z plemienia Awarów kordon przed najazdami słowiańskimi na Cesarstwo. Kagan Awarów Bajan domagał się jednak zgody na osiedlenie w Dobrudży na południowym brzegu Dunaju, na ziemiach Cesarstwa. Kiedy cesarz zwlekał z odpowiedzią, podjął kroki, by zająć ją na własną rękę. Justynian przetrzymał posłów awarskich w Konstantynopolu, a w międzyczasie umocnił wojskami przeprawę przez Dunaj. Ostatecznie Bajan nadal pobierał subsydia jako sprzymierzeniec, ale nie uzyskał ziem w granicach Cesarstwa. W 562 roku wyprawił się ze swym wojskiem przez Europę na kraj Franków, niewykluczone, że zachęcony przez rząd bizantyński walczący z Frankami w Italii. Pokonany w Turyngii, zawarł pokój z królem Sigebertem i powrócił nad Dunaj.

### Osiedlenie na Nizinie Węgierskiej
W 566 roku Awarowie podjęli kolejną wyprawę przeciw Frankom, tym razem zakończoną zwycięstwem i wzięciem do niewoli króla Sigeberta. Ostatecznie cierpiąc głód na złupionych terenach zwolnili jeńca za żywność i podarki i wycofali się w 3 dni. W 567 roku wmieszali się w konflikt gepidzko-longobardzki. Gepidzi, którzy zamieszkiwali ziemie Niziny Węgierskiej w dorzeczu Cisy, aż po Siedmiogród na wschodzie weszli w latach 50. VI wieku w przymierze z Kutigurami wymierzone przeciw zamieszkującym dalej na zachód w Panonii Longobardom. Longobardowie przygotowując się do generalnej rozprawy z Gepidami zawarli sojusz z Awarami. Za 1/10 bydła longobardzkiego i połowę przyszłych łupów Awarowie zobowiązali się do przeprowadzenia akcji wspomagającej Longobardów na prawym brzegu Dunaju. Longobardowie rozgromili główne siły gepidzkie. Zajmując ziemie Gepidów Awarowie uzyskali stałe siedziby. W 568 roku wsparli Longobardów wyruszających na podbój Italii jazdą kutigurską, sami na mocy układu z Longobardami rozszerzyli swoje terytoria o położoną na zachód od Dunaju Panonię. Longobardowie zawarowali sobie wprawdzie na 200 lat naprzód prawo powrotu do swoich siedzib nad Dunajem, nigdy już jednak z tej możliwości nie skorzystali.

### Pierwsze walki z Bizancjum
Po usadowieniu się nad środkowym Dunajem kagan Awarów zażądał od Bizancjum wypłaty trybutu zawieszonego od 565 roku, a nadto oddania Sirmium, które Gepidzi, w obliczu wojny z Longobardami, przekazali Cesarstwu. Zirytowany zwłoką w 569 roku Bajan rzucił 10 tysięcy Kutigurów na cesarską Dalmację, którzy spustoszyli prowincję niszcząc 40 grodów warownych. W 570 roku, po nowych starciach przeplatanych rokowaniami zawarto traktat pokojowy, w którym Cesarstwo uznało osiedlenie się Awarów w Panonii. W 575 roku cesarz Tyberiusz zawarł przymierze z Bajanem. W zamian za roczny trybut w wysokości 80 tysięcy sztuk złota kagan podjął się spacyfikować Sklawinów (Słowian) nękających ziemie Cesarstwa. Słowianie mieszkający nad dolnym Dunajem i uznający dotąd zwierzchnictwo Awarów, podburzeni przez jednego ze swych wodzów Dobrętę odmówili dalszego płacenia trybutu Awarom a posłów awarskich zamordowali. Kagan liczył ponadto na obfity łup, jak bowiem zapisał kronikarz: Słowianie już od dawna pustoszyli ziemie romajskie, podczas gdy żaden lud nie dotknął ich ziemi. W 578 roku, przepuszczeni przez terytorium bizantyńskie Awarowie uderzyli w sile obliczanej przez kronikarzy na 100 000 wojowników na ziemie słowian. Wydaje się, że Awarom nie udało się trwale podporządkować sobie Słowian. Nie to zresztą było głównym celem ich wodza w tym czasie. Pod pozorem wyprawy na Słowian rozpoczął budowę mostu przez Sawę na wysokości Sirmium. Zażądał nawet statków bizantyńskich do przeprawy, ale cesarz przezornie odmówił. Kiedy ukończono most zażądał wprost poddania Sirmium, po czym przystąpił do oblężenia. Mimo zabiegów bizantyńskich po dwóch latach oblężenia w 582 roku wygłodzona załoga poddała miasto. Wszystkim mieszkańcom i obrońcom Awarowie pozwolili opuścić miasto, wkrótce w niewyjaśnionych okolicznościach strawił je ogień. W 584 roku opanowali Singidunum i Viminacium na prawym brzegu Dunaju. Kagan uzyskał swobodny dostęp do ziem Cesarstwa.

### Apogeum najazdów na Bizancjum

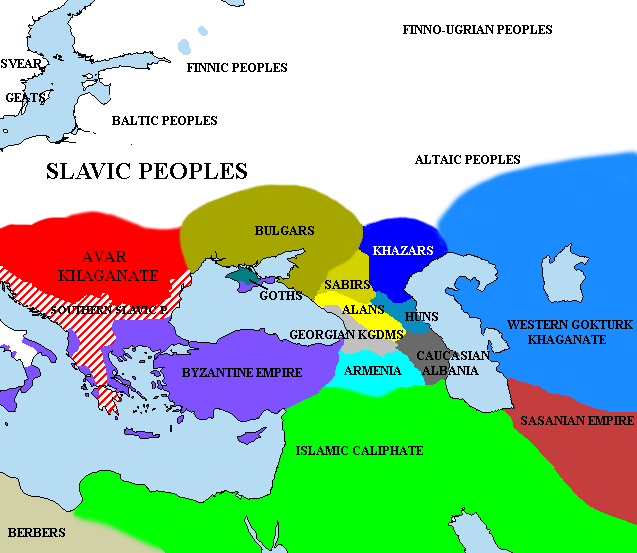
Kaganat Awarów ok. 650 r. (zaznaczony czerwonym kolorem)

W 584 roku Bajan zażądał podwyższenia trybutu o kolejne 80 tysięcy sztuk złota, a kiedy cesarz Maurycjusz odmówił, Awarowie przypuścili w następnym roku atak na ziemie Cesarstwa w kierunku Morza Czarnego aż po Anchialos. Po podwyższeniu trybutu do 100 tysięcy, kagan zgodził się w 585 roku zawrzeć pokój. Już jednak w następnym roku podjął przygotowania do kolejnego najazdu, co nie przeszkodziło mu wysłać posła Targitesa po trybut. Oburzony cesarz kazał uwięzić wysłannika. W 586 roku Awarowie wspólnie ze Słowianami oblegli Tesalonikę. Zaraza, która wybuchła w mieście, spadła również na oblegających i ostatecznie zmusiła ich do odstąpienia od oblężenia. W 592 roku cesarz Maurycjusz wykorzystując pokój z Persją przerzucił armię nad Dunaj i podjął, w przymierzu z Antami, działania zmierzające do wyparcia Sklawinów za Dunaj. W odpowiedzi Bajan w 593 lub 595 roku poprowadził wielką wyprawę na wschodnie Bałkany docierając do Anchilaos i Heraklei. Ziemie Cesarstwa po raz kolejny zostały złupione, większe miasta albo się wybroniły, albo wykupiły. Główne siły bizantyjskie pod dowództwem generała Priskosa zostały oblężone w twierdzy Tzurulon. Ostatecznie dzięki podstępowi udało się skłonić Awarów do odstąpienia od oblężenia i zawarcia pokoju. W 596 roku cesarz podjął rokowania z Frankami na temat przymierza antyawarskiego. W odpowiedzi Awarowie najechali Turyngię. Pozwoliło to jednak generałowi Priskosowi na przeniesienie działań za Dunaj i zwycięską kampanię na ziemiach sklawińskich. Bajan zażądał podziału łupów zdobytych na sprzymierzonych z Awarami Sklawinach. Jeszcze w 596 roku kagan rzucił swe wojska na Dalmację. Awarowie splądrowali wiele miast, w drodze powrotnej byli jednak nękani przez Bizantyjczyków i w końcu pozbawieni całej zdobyczy, co na półtora roku powstrzymało ich aktywność. W 598 roku Awarowie, zgłaszający pretensje do ziem położonych na prawym brzegu Dunaju, zadali armii bizantyjskiej dotkliwe straty w Dobrudży. Jednocześnie zaraza po raz kolejny zabrała wielu Awarów. Zmarło 7 synów kagana i Bajan poprosił o zawarcie pokoju. Ustalono podniesienie wysokości trybutu o kolejne 20 tysięcy sztuk złota oraz uznano Dunaj za rzekę graniczną pomiędzy obydwu państwami. W 599 lub 600 roku armia bizantyjska w kilku bitwach pokonała Awarów, przeprawiła się przez Dunaj i dotarła w rejon Cisy i Temeszu. Zginęło podobno aż 30 tysięcy Awarów, w tym kolejnych 4 synów Bajana. Bizantyjczycy wzięli jeńców i zdobycz.

### Wojny z Bizancjum na początku VII wieku
Zastąpienie Priskosa nieudolnym generałem Piotrem, a jeszcze bardziej bunt armii bizantyjskiej nad Dunajem w 602 roku i obalenie cesarza Maurycjusza, po raz kolejny odmieniły sytuację. Latem i jesienią 602 roku Awarowie pod dowództwem Apsicha uderzyli na sprzymierzonych z Bizantyjczykami Antów. Następnie najechali Bizancjum, pustosząc Trację i łupiąc wspólnie z Longobardami i Słowianami Istrię. W 603 roku nowy cesarz Fokas, przerzucając wojska na front perski, kupił sobie pokój z Awarami za podwyższenie trybutu. Na tyle skutecznie, że do 614 roku Awarowie nie niepokoili Bizancjum. Jednocześnie po wycofaniu armii z Bałkanów Słowianie w ciągu kilkunastu lat zalali tereny współczesnej Bułgarii, a następnie Grecji, docierając na Peloponez i wyspy. W 614 roku kagan spróbował włączyć się w ekspansję swoich sprzymierzeńców, oblegając Tesalonikę. Wobec zdecydowanej obrony wycofał się jednak w zamian za skromne podarki. W tymże 614 roku udało się natomiast Awarom wspólnie ze Słowianami zdobyć Salonę nad Morzem Adriatyckim. Ziemie nad Adriatykiem przeszły pod panowanie awarskie. Kolejny cesarz bizantyjski Herakliusz omal nie został porwany prowadząc w 619 roku rokowania z kaganem. Kiedy z pełnym ceremoniałem zawierał pokój z kaganem ten zarządził atak na Bizantyjczyków. W ręce awarskie wpadła większa część orszaku i kosztowności, a Awarowie zapędzili się aż pod mury Konstantynopola, grabiąc i uprowadzając znaczną liczbę jeńców. W 622 roku po rajdzie awarskim, który dotarł aż pod Konstantynopol, zawarto kolejny pokój podnosząc trybut do 200 tysięcy. Wszystkie te zabiegi spełzły na niczym. Latem 626 roku Awarowie w porozumieniu z Persami oblegli Konstantynopol. Pod murami miasta stanęła ogromna armia złożona z Awarów, Słowian, Bułgarów i Gepidów, od wschodu podeszła pod grecką stolicę armia perska. 29 lipca rozpoczęło się oblężenie. Persowie, nie mając floty z racji blokady cieśnin, nie mogli połączyć się z armią awarską. 10 sierpnia flotylla łódek słowiańskich, tzw. dłubanek, podjęła próbę przebicia się na drugi brzeg i przetransportowania Persów, została jednak całkiem rozbita przez flotę grecką. Po tej klęsce Słowianie opuścili obóz, a Persowie zawrócili do siebie. Kagan nakazał zwinąć oblężenie.

## Kryzys
Po 626 roku na okres jednego pokolenia kaganat awarski popadł w głęboki kryzys i chociaż w drugiej połowie VII wieku miał się odrodzić, nigdy już nie powrócił do dawnej potęgi. Najpierw w 623/624 wybuchł, prawdopodobnie nie bez starań Bizantyjczyków zainteresowanych osłabieniem groźnego przeciwnika, bunt Słowian zamieszkałych w granicach kaganatu. Awarowie zajęci przygotowaniami do wielkiego oblężenia Konstantynopola, nie byli wówczas w stanie skutecznie mu się przeciwstawić. Na czele buntowników stanął frankijski kupiec Samon. Utworzone przez niego najprawdopodobniej na Morawach i w północnej Panonii Państwo Samona przetrwało przez 35 lat, a więc do ok. 659 roku. W 630 roku doszło w kaganacie do walk związanych z wyborem nowego kagana. Swojego kandydata mieli zarówno Awarowie, jak i Bułgarzy. Ostatecznie Bułgarzy zostali pokonani przez Awarów i 9 tysięcy rodzin bułgarskich zbiegło do Bawarii, gdzie większość została podstępnie wycięta na przydzielonych uciekinierom noclegach. Niedobitki – około 700 rodzin pod wodzą Altseka – wywędrowały do Italii. W 635 roku chan Wielkiej Bułgarii Kubrat pokonał wojska awarskie broniące wschodnich rubieży kaganatu i podporządkował sobie ziemie Kutigurów na zachód od Donu. Mniej więcej w tym czasie migracja Serbów i Chorwatów na północne Bałkany wyparła również Awarów znad Adriatyku. W latach 70. VII wieku na północ od dolnego Dunaju usadowili się z kolei Bułgarzy Asparucha, migrujący z rozbitej przez Chazarów Wielkiej Bułgarii.

## II kaganat

### Konsolidacja państwa
Na temat dziejów II kaganatu mamy wiadomości bardzo fragmentaryczne. Relacje bizantyjskie skupiają się od końca VII wieku na Bułgarach, głównym odtąd przeciwniku Cesarstwa na Bałkanach. O Awarach oddzielonych od Bizancjum przez państwo bułgarskie przynoszą tylko fragmentaryczne informacje związane z migracją Bułgarów, w VIII wieku na temat Awarów milkną całkowicie. Pojedyncze informacje przynoszą źródła longobardzkie i frankijskie. Wydaje się, że upadek państwa Samona po jego śmierci ok. 660 roku i wiadomości o kontaktach Awarów z Longobardami w tym samym czasie mogą świadczyć o powolnej konsolidacji kaganatu w latach 60. VII wieku. W 663 roku na prośbę króla Longobardów Grimoalda kagan awarski wkroczył do Friulu i rozbił w kilkudniowej bitwie zbuntowanego księcia Lupusa. Potem jednak nie chciał opuścić Friulu, traktując go jako zdobytą prowincję. Grimoaldowi udało się go pozbyć dopiero podstępem. Na pewno w latach 70. wojny z Awarami toczył Asparuch, najprawdopodobniej w rejonie dolnego Dunaju, gdzie osiadł ze swoją ordą. W latach 70. VII wieku na teren kaganatu napłynęły znaczne grupy Bułgarów z Wielkiej Bułgarii. Możliwe, że część Bułgarów powędrowała dalej do Italii, część niewątpliwie uznała zwierzchnictwo Awarów i osiadła w ich państwie. Zwierzchnictwo awarskie przyjął w tym czasie również wódz bułgarski Kuber. Mianowany przez Awarów chanem Sirmium ok. 680 roku zbuntował się przeciw Awarom i zadawszy im szereg klęsk wywędrował z całym zamieszkującym okolice Sirmium ludem na tereny Cesarstwa.
Kolejna informacja o kaganacie dotyczy zagrożenia państwa Słowian karantańskich w Alpach przez Awarów. Słowianie karantańscy zostali podporządkowani Awarom w 595 roku. W latach kryzysu połączyli się ze Słowianami Samona, lecz po upadku jego państwa zachowali niezależność. W 741/742 książę Słowian karantańskich Boruta w obliczu zagrożenia awarskiego zwrócił się o pomoc do księcia bawarskiego Odilona. Awarowie zostali pobici przez Bawarów a Słowianie karantańscy uznali ich zwierzchnictwo.
Niewątpliwie w tym okresie nastąpiły liczne przeobrażenia w strukturze państwa awarskiego. Silna władza kagana zastąpiona została przez system dwuwładzy sprawowanej przez kagana i jugurrę. Oprócz godności tuduna, dającej się porównać z kanclerzem, do znaczenia doszli też książęta plemienni zwani kapkanami.

### Wojna z Frankami

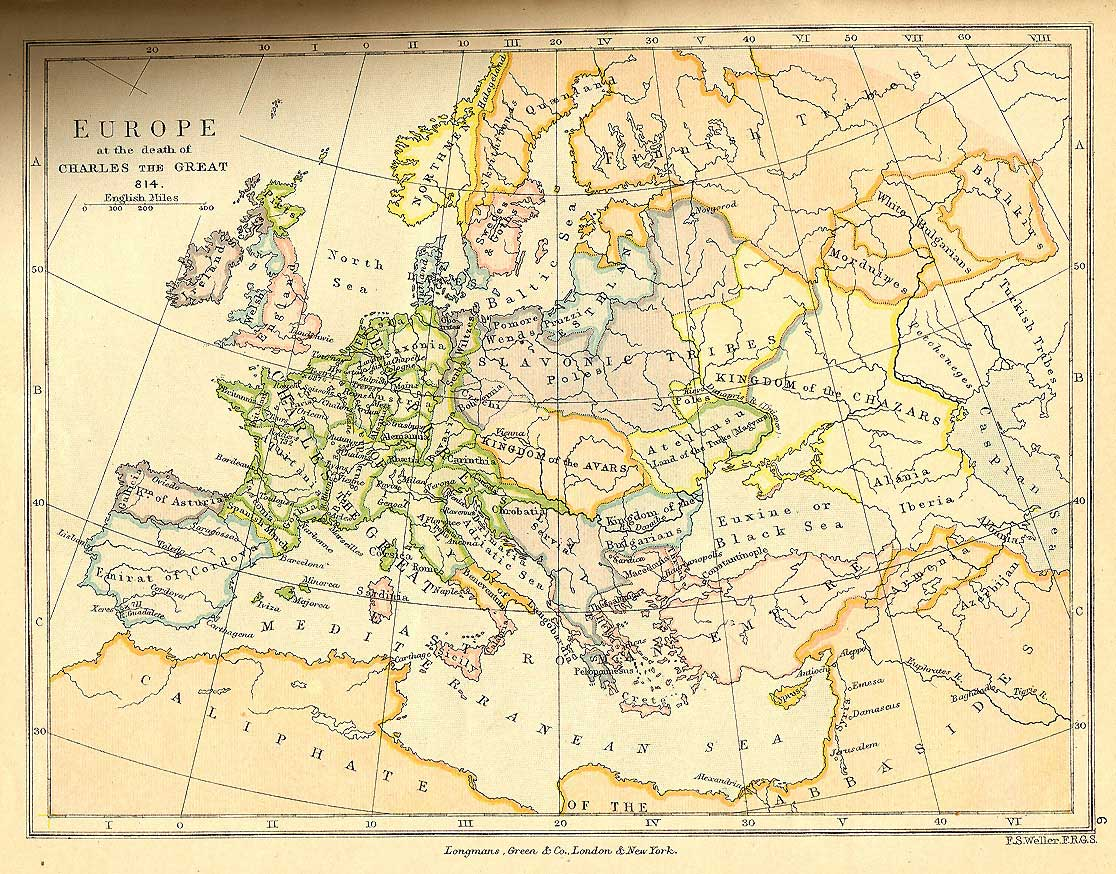
Kaganat Awarów pod koniec swego istnienia

Pełniejsze informacje o dziejach Awarów dotyczą dopiero końca VIII wieku i wydarzeń dotyczących bezpośrednio kresu awarskiej państwowości. Pod koniec lat 80. VIII wieku Awarowie przeprowadzili demonstrację zbrojną na granicy państwa Franków, zaniepokojeni rosnącą potęgą sąsiada. Podjęte w następnych miesiącach rokowania nie przyniosły rezultatu. W kilka lat później w 787/788 Awarowie zawarli sojusz antyfrankoński z Bawarami. Inicjatywa przymierza wyszła od księcia bawarskiego Tassila III, który został przymuszony do złożenia hołdu Karolowi Wielkiemu. Sejm bawarski w Ingelheim uznał Tassila za zdrajcę. Awarowie najechali w odwecie Bawarię i frankoński Friul. Obie interwencje zakończyły się klęską. Obie strony nie rezygnowały jednak na razie z prób pokojowego rozwiązania zatargu. W 790 roku pomiędzy obydwoma państwami zostały wymienione poselstwa, negocjacje zakończyły się jednak ostrym sporem o granice. Awarowie rościli sobie bowiem prawo do 100 kilometrowego pasa granicznego na zachód od Lasu Wiedeńskiego. Latem 791 roku Frankowie podjęli trwającą 52 dni kampanię wojenną przeciw Awarom. Od południa uderzył Pepin z wojskami italskimi, zdobywając silne umocnienia awarskie i zadając Awarom znaczne straty. Karol Wielki na czele armii złożonej z Franków, Fryzów i Sasów natarł wzdłuż Dunaju po obu brzegach rzeki, utrzymując łączność między armiami za pomocą flotylli statków rzecznych. Awarowie niemal bez walki poddali twierdze w kotlinie wiedeńskiej. Armia Karola Wielkiego dotarła po ujście Raby do Dunaju. W drodze powrotnej Frankowie zajęli dalsze obszary w zachodniej części kaganatu. Utrata pasa granicznego – Lasu Wiedeńskiego, a jeszcze bardziej prestiżu Awarów, pogłębiła tylko kryzys w państwie. W latach 792–795 przez kaganat przetoczyła się wojna domowa. Zginęli przywódcy państwa: kagan i jugurrus. Na głębokość kryzysu wskazuje między innymi fakt, że mimo próśb o pomoc wysyłanych przez Sasów toczących wojnę z Karolem Wielkim, Awarowie nie byli w stanie wykorzystać nadarzającej się okazji. Przeciwnie, nieznany z imienia tudun awarski ochrzcił się dobrowolnie wraz z poddanymi w Akwizgranie, poddając się prawdopodobnie zależności wasalnej od Karola Wielkiego. Chaos w państwie umożliwił księciu friulskiemu Erykowi wtargnięcie do kaganatu i złupienie głównego ringu awarskiego – gdzie znajdował się skarbiec państwa. Zdobycz została przekazana na dwór Karola Wielkiego.

### Krach państwa
W 795 Awarowie wybrali nowego kagana. Z Italii wyruszyła kolejna wyprawa pod wodzą Pippina. Wprawdzie nowy kagan uznał się wasalem Karola Wielkiego składając hołd Pippinowi, nie uchroniło to jednak Awarów przed atakiem Franków na główną twierdzę pomiędzy Dunajem a Cisą i ostatecznym splądrowaniem skarbca. W 797 roku wybuchło powstanie przeciw Frankom. Zostało stłumione przez Eryka, księcia friulskiego i pod koniec roku stanęło przed Karolem Wielkim poselstwo awarskie z bogatymi darami. W 799 roku wybuchło kolejne powstanie. Awarowie wykorzystali zaangażowanie Franków w wojnie z Sasami i wspólnie z Chorwatami wystąpili przeciw Frankom. W czasie walk zginął dowódca karnej ekspedycji prefekt Bawarii Gerold. W tym samym roku doszło do obalenia przez Franków nieznanego z imienia tuguna awarskiego, który kilka lat wcześniej uznał się wasalem frankońskim. Ostatnie powstanie w 802 roku przyniosło Awarom początkowo poważne sukcesy. Oddziały friulskie i Marchii Wschodniej doznały ciężkich strat pod „castellum Guntionis”, śmierć ponieśli obydwaj margrabiowie. Dopiero skierowanie przez Karola Wielkiego w następnym roku do Panonii silniejszej armii złamało opór Awarów, tym razem już na zawsze.
Kiedy w następnym roku po raz kolejny powstali Sasi, Awarowie nie podjęli już żadnej akcji. W 805 roku stanął przed Karolem ochrzczony kapkan Teodor, prosząc o zgodę na osiedlenie swego ludu na ziemiach Franków pomiędzy Sabarią a Karnuntum „propter infestationem Slavorum” („z powodu niepokojów ze strony Słowian”). Kapkan zmarł wkrótce po powrocie, jego prośba została jednak jak się wydaje spełniona. W tym samym 805 roku pojawiła się na dworze króla Franków delegacja z prośbą o przywrócenie najwyższej władzy kaganowi zgodnie z dawną tradycją. Karol Wielki zgodził się. Kagan został ochrzczony 21 września i przyjął imię Abraham. Awarowie, którzy w tym czasie nie stanowili już dla Franków żadnego zagrożenia, podjęli w oparciu o nich próbę konsolidacji resztek swego państwa prawdopodobnie zagrożeni przez Słowian. W latach 804–807 tereny na wschód od Dunaju: nad Cisą po południowy Siedmiogród opanowali zamieszkujący kaganat Kutigurowie Kruma, którzy połączyli się z państwem bułgarskim. Awarowie na tych terenach zostali szybko zasymilowani, choć jeszcze w 811 i 814 mieli własne oddziały w wojsku bułgarskim. Na zachodzie w 811 roku Karol Wielki interweniował w konflikcie awarsko-słowiańskim, przyzywając na swój dwór przywódców zwaśnionych plemion. Ostatni raz o posłach Awarów jako przedstawicielach samodzielnego państwa słychać na sejmie we Frankfurcie w 822 roku. Po tej dacie musiał nastąpić ostateczny krach państwa awarskiego, skoro na następnych sejmach posłowie awarscy już się nie pojawiali, chociaż jako wasale mieli taki obowiązek.

## Ludność
Awarowie wkrótce po pojawieniu się w Europie i pierwszych akcjach zbrojnych utworzyli federację z pobitymi Kutigurami i Utigurami, w której stanowili niespełna połowę populacji. Liczebność Awarów w tym czasie szacuje się na około 100 tysięcy głów. Kutigurowie z Utigurami tworzyli element liczebniejszy i aktywniejszy z racji lepszej znajomości tej części Europy zdobytej w licznych wyprawach łupieżczych. To oni podpowiedzieli Awarom zamordowanie posła antyjskiego Medzamira, co skutecznie sparaliżowało opór Antów. Oprócz Kutigurów i Utigurów znad Morza Czarnego z Awarami wywędrował zlepek plemion huno-bułgarskich: Barsilów, Sabirów i innych. Na Nizinę Węgierską doszli Gepidzi. Arystokracja gepidzka zbiegła wprawdzie częściowo na ziemie Cesarstwa, częściowo do Longobardów. Kronikarze notują jednak obecność posiłków gepidzkich w armii awarskiej jeszcze w kampaniach w 600 i 626 roku. O Gepidach w Panonii mówią jeszcze źródła z końca VIII wieku. Oprócz tego w Panonii przez długi czas istniały enklawy ludności późno antycznej o nieznanym rodowodzie – np. społeczność chrześcijańska prawdopodobnie heretycka – nad Balatonem. W późniejszym czasie na teren kaganatu napłynęły kolejne migracje Bułgarów. W 597 roku, wedle źródeł tureckich znad Morza Czarnego do kaganatu wywędrowało, po przegranym powstaniu 10 tysięcy wojowników z rodzinami. Kolejna duża migracja Bułgarów nastąpiła w latach 70. VII wieku po upadku Wielkiej Bułgarii pod uderzeniem Chazarów. Pojawienie się nowych grup Bułgarów wpłynęło na zmiany w ubiorze, uzbrojeniu, obrządku grzebalnym Awarów, tworząc okres przejściowy między kulturą wczesno- i późnoawarską. W opinii części badaczy kolejna fala migracji miała miejsce pod koniec VII wieku, czym tłumaczą pojawienie się nowego stylu zdobnictwa i ceramiki tzw. żółtej. Historycy obliczają, że liczba ludności kaganatu mogła sięgać 250 tysięcy.

## System sprawowania władzy
W początkach istnienia państwa awarskiego najwyższą i wyłączną władzę sprawował kagan. Był głównym dowódcą, bezpośrednio prowadził rokowania. Urząd kagana był obieralny i raczej nie dziedziczny skoro w 630 roku doszło do konfliktu pomiędzy Awarami i Bułgarami o następcę tronu. Jedynym znanym nam elementem ceremoniału jest fakt zasiadania kagana na złotym tronie. Pewną władzą przynajmniej nad swymi plemionami dysponowali naczelnicy plemienni, oni też prawdopodobnie tworzyli radę kagana. Kagan nie miał władzy kapłańskiej, przywództwo w obrzędach sprawował najwyższy szaman – bookolabras. Z pełnomocnictwa kagana dowództwo nad armią otrzymywali samodzielni dowódcy.
W ciągu następnych dziesięcioleci struktura państwowa musiała ewoluować skoro w późnym okresie istnienia kaganatu, w 782 roku posłów wysyłali już wspólnie kagan i jugurrus. Najprawdopodobniej oznacza to wykształcenie systemu dwuwładzy charakterystycznego dla ludów koczowniczych, a najlepiej poznanego u Chazarów. Kagan był w nim przedstawicielem ciągłości władzy, gwarantem powodzenia ludu, nosicielem boskiego posłannictwa, natomiast faktyczną władzę sprawował jego zastępca, w przypadku Awarów – jugurrus. W przypadku niepowodzeń zabijano kagana, którego moc okazała się zbyt słaba. Czasem ginął również broniący go jugurrus. Inną godnością występującą w późnym okresie, był poświadczony również u Chazarów tudun „qui in gente et regno Avarorum magnam potestatem habebat” („który posiadał wielką władzę u ludu i w królestwie Awarów”). Jego urząd daje się porównać z godnością kanclerza. Istniał szereg innych tytułów, których znaczenia tylko się domyślamy. Cenizanci – mógł być szamanem, capcanus – księciem plemiennym wysokiego szczebla, tarchani – mogli być nobilami i dostojnikami książęcymi. Możliwe, że istniała jakaś rada złożona z książąt, zasiadająca w centralnym ringu – rezydencji kagana

## Wojskowość
Z racji charakteru stosunków Awarów z sąsiednimi państwami najlepiej znaną dziedziną organizacji życia Awarów jest wojskowość. W wojsku awarskim służyli wszyscy mężczyźni. Armia dzieliła się według systemu tysięcznego. Naczelne dowództwo sprawował kagan lub mianowani przez niego dowódcy. Znamy imiona przynajmniej dwóch: Apsicha i Samura. Maksymalne możliwości mobilizacyjne tworzących federację awarską nomadów oblicza się na 50 tysięcy jeźdźców, doliczając posiłki gepidzkie i słowiańskie armia awarska mogła osiągnąć stan 100 tysięcy zbrojnych.
Uzbrojenie jeźdźca awarskiego składało się z ciężkiego łuku długości ok. 150 cm, służących do walki na krótszy dystans: piki, włóczni lub oszczepu oraz do walki wręcz: dwusiecznego miecza z długą wąską klingą. W drugim kaganacie rozpowszechniły się lekko zakrzywione szable, sztylety, noże bojowe i topory. Ciężka jazda nakładała płytkową zbroję i hełm. Elementem który zrewolucjonizował jazdę średniowieczną było nowoczesne siodło z łękami i żelaznymi strzemionami. Do transportu używano wozów bojowych, jucznych wielbłądów, forsowanie przeszkód wodnych umożliwiali Awarom Słowianie używający łodzi dłubanek i potrafiący budować mosty polowe. Sztuki oblężniczej nauczył ich podobno jeniec – inżynier bizantyjski – Busas. Na terenie kaganatu istniał prawdopodobnie nieskomplikowany system umocnień – kilka symetrycznie rozmieszczonych obwarowań utworzonych z pierścieni wałów drewniano-ziemnych.
W bitwie Awarowie na pierwsze uderzenie wystawiali oddziały posiłkowe. Formowali szyk liniowy, rozbudowany w głąb, w kilka kolejno nacierających kolumn. Sami uderzali dla ostatecznego rozstrzygnięcia. Na tyłach o kilka kilometrów od pola bitwy zostawiali rezerwy. Atutami wojska awarskiego była znaczna manewrowość i siła uderzenia zapewniona przez wielkie formacje jazdy w znacznej części pancernej. Dzięki siodłu z łękami wojownik awarski był wyposażony w broń umożliwiającą mu walkę na duży, średni i krótki dystans. Słabością Awarów były małe umiejętności w forsowaniu rzek, obleganiu twierdz – na ogół oblężenia kończyły się wzięciem trybutu. Nie najlepiej radzili też sobie Awarowie zmuszeni do obrony czy to przez generała Priskosa, czy potem przez Franków.